# 랭스태프역
랭스태프역(Langstaff Station)은 캐나다 온타리오주 리치먼드힐에 위치해 있는 GO 트랜싯의 통근열차 노선인 리치먼드힐선의 정차역이다. GO 트랜싯 광역버스와 요크 지역 교통 (YRT) 시내버스가 랭스태프역 서쪽에 위치해있는 리치먼드힐 센터 터미널에 정차한다.

## 위치
랭스태프역은 메트로링스 밸라선 18.3마일 (29.5km) 지점에 위치해있으며, 올드커머역과 리치먼드힐역 사이에 위치해있다. 역 남쪽에는 밸라선이 돈캐스터 분기점에서 캐나다 내셔널 철도 (CN) 돈캐스터선과 합류한다.

## 역사
1978년 5월에 리치먼드힐선이 처음 개통할 때 동시 개통한 이 역은 7번 고속도로와 영 스트리트 근처에 개통했는데 2005년 5월에 신역사가 완공되면서 기존에 랭스태프 로드에 있던 건물 대신 승강장 북쪽에 새로 터를 자리잡게 되었다. 승강장 남쪽에 있던 건물은 2005년 6월 6일에 신역사가 개통한 뒤 대합실로 용도가 변경되었고 신역사에는 평일 아침에 GO 트랜싯의 버스와 통근 열차 표를 구매할 수 있는 매표소가 설치되었다.
랭스태프 로드는 영 스트리트에서 베이뷰 로드까지 7번 고속도로의 일부였으나 7번 고속도로가 직선화되면서 CN 선로와 입체 교차하여 이 도로 북쪽은 대규모 환승 주차장으로 탈바꿈하였다. 407번 고속도로가 개통하면서 남쪽 주차장은 규모가 줄어들었으나 기존 7번 고속도로 북쪽에 새로운 개발 바람으로 생긴 버스 터미널이 오늘날의 리치먼드힐 센터 터미널이 되었다. 버스 터미널과 통근 열차역은 서로 육교로 연결되어있으며 역 남쪽 주차장에는 환승 정차 공간이 위치해있다.

## 운행 계통
2023년 6월 24일 기준 랭스태프역에는 평일 출근 시간대에 유니언 방면으로 통근열차가 3대, 퇴근 시간대에 블루밍턴 방면으로 4대 정차한다. 평일 오전 5시 22분부터 오후 2시 35분까지 나머지 시간대에 유니언역으로 향하는 버스가 운행하며, 반대로 블루밍턴 방향으로 평일 오전 9시 55분부터 다음 날 새벽 3시 5분까지 운행한다.

## 역 구조
랭스태프역은 직원이 상주하는 유인역으로, 매표소는 평일 오전 5시 40분부터 오전 8시 25분까지 개장하며, 나머지 시간대에는 무인으로 운영한다. 매표소에서는 프레스토 카드를 연령층에 맞춰서 설정하거나 기본 출발 및 도착역을 설정하여 하차태그를 하지 않아도 자동으로 정산할 수 있도록 할 수 있다. 이 외에도 통근열차 티켓 구매나 카드 충전은 역에 있는 자동판매기에서 할 수 있다. 프레스토 카드가 없는 경우에는 신용카드나 체크카드를 단말기에 태그해 요금을 정산할 수도 있고, 스마트폰에서 GO 트랜싯 홈페이지에 들어가 이티켓 (e-ticket)을 구매할 수도 있다.
역 내부에는 대합실, 화장실, 와이파이, 공중전화가 있으며, 역 승강장에는 눈이나 비를 피할 수 있는 쉼터가 있고, 겨울에는 난방도 된다. 역 건물과 승강장, 열차 내부는 휠체어 승객도 이용할 수 있으며, 휠체어 승객은 승강장 중앙에 있는 휠체어 경사로를 이용해 열차에 오르내릴 수 있다. 역 동쪽에 있는 환승 주차장에는 1,547대의 주차 공간이 있으며, 최대 48시간까지 무료 주차가 가능하다. 이 역을 자주 이용하는 승객은 전용 주차 공간을 예약할 수도 있고, 카풀해서 오는 승객을 위한 전용 주차 공간도 있다. 또한 이 역으로 마중 나오는 차량을 위한 대기 공간도 마련되어 있다.
역으로 자전거를 타고 오는 승객들을 위해 자전거 거치대가 마련되어 있다. 버스를 타는 곳은 두 곳으로 나뉘어져있다. GO 트랜싯의 61번 버스는 보행자 통로를 이용해 랭스태프 로드에 있는 버스 정류장에서 버스를 이용할 수 있고, 나머지 GO 트랜싯과 YRT의 버스 노선을 이용하려면 역 북쪽에 있는 육교를 건너 리치먼드힐 센터 터미널에서 버스를 이용해야 한다.
| 1 | ● 리치먼드힐선 | 유니언 · 블루밍턴 방면 |

## 버스 연결편
랭스태프역에서는 역 북부와 육교로 연결되어있는 리치먼드힐 센터 터미널에 GO 트랜싯의 토론토 피어슨 국제공항, 스퀘어원 쇼핑센터, 해밀턴 방면 40번 버스와 피커링, 오샤와, 마운트조이역 방면 51, 52, 54번 401번 고속도로 동쪽 버스가 정차한다. 또한 요크 지역 교통의 비바 블루, 비바 퍼플, 비바 핑크, 비바 오렌지와 일반 버스인 1, 83, 86, 87, 91B, 99번 버스는 물론 본밀스 몰과 원더랜드로 가는 760번 급행 버스로 갈아탈 수 있다. 한편 평일에 리치먼드힐선 통근 열차가 운행하지 않는 시간대에 부수적으로 운행하는 61번 버스는 역 남부 주차장 앞 랭스태프 로드에 정차한다. GO 트랜싯 통근열차 또는 광역버스에서 YRT 시내버스로 갈아탈 경우 무료 환승이 가능하다.
| 노선 | 노선       | 노선          | 종점         | 종점 | 종점                 | 경유지                                                                                    | 기준일          | 비고 |
| ---- | ---------- | ------------- | ------------ | ---- | -------------------- | ----------------------------------------------------------------------------------------- | --------------- | ---- |
| 61   | 리치먼드힐 | Richmond Hill | 블루밍턴역   | ↔    | 유니언역 버스 터미널 | - 토론토 방면: 유니언역 버스 터미널 - 리치먼드힐 방면: 리치먼드힐역 · 곰리역 · 블루밍턴역 | 2023년 6월 24일 |      |
| 61D  | 리치먼드힐 | Richmond Hill | 리치먼드힐역 | →    | 유니언역 버스 터미널 | 유니언역 버스 터미널                                                                      | 2023년 6월 24일 |      |

## 인접한 역
| 메트로링스 밸라선    | 메트로링스 밸라선      | 메트로링스 밸라선        |
| -------------------- | ---------------------- | ------------------------ |
| 올드커머 유니언 방면 | GO 트랜싯 리치먼드힐선 | 리치먼드힐 블루밍턴 방면 |